# Aeromarine 75
Aeromarine 75 – amerykańska łódź latająca z lat 20. XX wieku, znana także jako Flying Cruiser i Navy Flying Cruiser (ang. latający krążownik). Samolot był zmodyfikowanym w Aeromarine Plane and Motor Company samolotem Curtiss F5L, który z kolei był licencyjną wersją brytyjskiego Felixstowe F5L. Używany był przez należącą do Aeromarine linię lotniczą Aeromarine West Indies Airways. Na ich pokładzie przewieziono pierwsze międzynarodowe przesyłki United States Postal Service, a sama linia lotnicza była pierwszą amerykańską międzynarodową linią lotniczą.

## Historia
Samolot pasażerski Aeromarine 75, znany także jako Flying Cruiser i Navy Flying Cruiser, powstał w Aeromarine Plane and Motor Company jako modyfikacja wojskowego Curtissa F5L. Po zakończeniu I wojny światowej na rynku pojawiły się zdemobilizowane samoloty i Aeromarine zakupiło niepotrzebne już w Armii curtissy (w zależności od źródeł - 4-5, 7, 8 lub 11) w celu przebudowania ich na samoloty pasażerskie.
W zmodyfikowanych samolotach, dwumiejscowy (lub trzymiejscowy) kokpit został przesunięty w tył, na wysokość krawędzi natarcia skrzydeł. W przedniej części kadłuba umieszczono kabinę mieszczącą kilkunastu pasażerów (10, 11, 12-14, 10 na linii Key West - Hawaje przewożąc pocztę, 12 bez poczty, 12 na innych liniach). Ulotka reklamowa opisująca sześć z samolotów mówi o 11 pasażerach.
Począwszy od 1921, dwa pierwsze tak zmodyfikowane samoloty były używane przez należącą do Aeromarine linię lotniczą Aeromarine West Indies Airways. Samoloty obsługiwały trasy pomiędzy Key West i Hawaną oraz Nowym Jorkiem i Atlantic City. Lot zajmował o połowę mniej czasu niż podróż samochodem bądź pociągiem na tej samej trasie. Aeromarine 75 jako pierwszy samolot przewoził międzynarodowe przesyłki lotnicze United States Postal Service latając na trasie Key West - Hawana, a sama Aeromarine West Indies Airways była pierwszą amerykańską międzynarodową linią lotniczą.
Dostępne źródła różnią się co do liczby przebudowanych łodzi latających, ale jedno z nich wylicza imiona znanych maszyn i krótko opisuje ich historie:
- Santa Maria – wcześniej Aeromarine Navy Cruiser/Aeromarine Aerial Cruiser. Pierwsza nazwa nadana 22 czerwca 1920 w Keyport, druga - 23 października w Columbia Yacht Club, wspólnie z Pintą. 1 października, także wraz z Pintą, otworzyła trasę z Key West do Hawany. 14 lipca 1922 wspólnie z Wolverine otworzyła trasę pomiędzy Detroit i Cleveland.
- Pinta – ochrzczona wspólnie z Santa Marią 23 października 1920. Także z Santa Marią odbyła pierwszy lot do Hawany z Key West 1 października. 15 stycznia 1921, w czasie sztormu w Hawanie, zerwała się z cum, została wyrzucona na skały i całkowicie rozbita.
- Niña – przybyła do Key West 25 listopada 1920, pierwszy lot komercyjny odbyła dzień później.
- Columbus – przybyła do Miami 11 grudnia 1920 z Keyport. W czasie lotu do Hawany 13 stycznia 1923 została zmuszona do lądowania na pełnym morzu, zatonęła po pęknięciu kadłuba. W wypadku utonęło czterech pasażerów.
- Balboa – przybyła na Florydę w styczniu lub lutym 1921.
- Ponce de León – przybyła na Florydę pod koniec lutego 1921. W 1923 zerwała się z cum w czasie sztormu, została wyrzucona na skały i całkowicie zniszczona.
- Mendoza – weszła do służby jesienią 1921, zastępując zniszczoną Pintę. W maju 1922 odbyła rekordowy lot nad Nowym Jorkiem z 27 pasażerami na pokładzie. W styczniu 1923 otrzymała nazwę Gov. Cordeaux na część gubernatora Bahamów.
- Wolverine – wraz z Santa Maria zainaugurował połączenie pomiędzy Detroit i Cleveland 14 lipca 1922.
- Buckeye – latem w 1922 i 1923 obsługiwała trasę Detroit-Cleveland, w czasie zim latała na Florydzie.
- Polar Bear – model specjalny wyprodukowany dla jednego z menadżerów firmy na wyprawę myśliwską na koło podbiegunowe.

Z trzech znanych wypadków Aeromarine 75, dwa związane były z zerwaniem się łodzi latającej z cum w czasie sztormu, jeden wypadek spowodowany był awaryjnym lądowaniem na morzu, w wyniku którego cztery osoby poniosły śmierć.
W 1924 firma zaprzestała działalności z powodu problemów finansowych. Dalsze losy samolotów nie są znane.